# جی بی پریتزکر
جی رابرت معروف به "جی بی" پریتزکر (زاده ۱۹ ژانویه ۱۹۶۵) یک تاجر، بشردوست و سیاستمدار آمریکایی است. او در حال حاضر به عنوان چهل و سومین فرماندار ایلینوی از سال ۲۰۱۹ خدمت می کند. پریتزکر که عضوی از خانواده ثروتمند پریتزکر است، همچنین صاحب هتل های زنجیره ای جهانی در شیکاگو می باشد و علاوه بر آن صاحب چندین استارت آپ سرمایه گذاری همچون پریتزکر می باشد. دارایی خالص شخصی پریتزکر سی و شش میلیارد دلار تخمین زده شده. 
همچنین او به عنوان یکی از پشتیبان های مالی طولانی مدت و همچنین عضو فعال حزب دموکرات می باشد. پریتزکر پس از پیروزی در انتخابات مقدماتی پرسر و صدا، نامزد دموکرات ها برای فرمانداری ایلینوی در انتخابات فرمانداری سال ۲۰۱۸ می شود. بعد از آن او بروس راونر ، رئیس حزب جمهوری خواه را در انتخابات عمومی روز ششم نوامبر ۲۰۱۸ مغلوب می نماید و بعد از آن او در تاریخ ۱۴ ژانویه ۲۰۱۹ به قدرت می رسد. بعدها پریتزکر در سال ۲۰۲۲ برای بار دیگر برای این جایگاه منصوب می شود. 